# Isla Santo Domingo
Isla Santo Domingo är en ö i Mexiko. Den tillhör kommunen Comondú i delstaten Baja California Sur, i den västra delen av landet. Arean är 13 kvadratkilometer. Isla Santo Domingo ligger strax norr om Magdalenaviken och dess öar och är en barriärö mot kanalen Estero el Gato som rinner från Magdalenaviken in mot fastland.